# Cát đỏ
Cát đỏ là một bộ phim truyền hình được thực hiện bởi Trung tâm Phim truyền hình Việt Nam, Đài Truyền hình Việt Nam do Lưu Trọng Ninh làm biên kịch, đạo diễn. Phim phát sóng vào lúc 21h30 thứ 5, 6 hàng tuần bắt đầu từ ngày 30 tháng 7 năm 2020 và kết thúc vào ngày 12 tháng 11 năm 2020 trên kênh VTV3.

## Nội dung
Cát đỏ xoay quanh những thân phận con người trên vùng cồn cát nắng cháy, khô cằn, đó là Đủ, Nhớ và Nhan: Đủ có con với một người chở xe bò thuê, nhưng không thể nên duyên vì người đàn ông kia giữ lời thề chung thủy cùng người vợ quá cố; Nhớ từng làm công ở xưởng nước mắm, yêu và hận ông chủ Hai Ngò, nên quyết định bỏ đi với cái thai trong bụng; Nhan thì có bầu với một gã nhạc sĩ lãng tử lang thang... Phải chịu nhiều miệng tiếng từ những người xung quanh, tưởng chừng họ sẽ an phận sống qua ngày ở vùng cát đỏ cằn cỗi, nhưng sâu thẳm bên trong mỗi người là khát khao thay đổi số phận và dám hành động, đấu tranh, và dám vượt qua một hành trình dài để đi tìm kiếm hạnh phúc.

## Diễn viên

### Diễn viên chính
- Thúy Diễm trong vai Nhớ[7]
- Trinh Tuyết Hương trong vai Đủ[7]
- Nguyễn Hoàng Thúy Nga trong vai Nhan[7]
- Võ Cảnh trong vai Hùng[8]
- Thạch Kim Long trong vai Hai Ngò
- Hữu Thanh Tùng trong vai Nguồn[8]
- Phạm Ngọc Anh (Sally Phạm) trong vai Hạnh
- Võ Nghi Bình trong vai Quang
- Thạch Ngọc Khánh trong vai Tư
- Kim Huyền trong vai Hồng "Hoang"[9]

### Diễn viên phụ
- Phạm Thanh Yến trong vai Bà Lan
- Thu Cúc trong vai Mẹ Hai Ngò
- Mã Trung trong vai Ông Chín
- Hữu Bình trong vai Ông Năm
- Bé Thủy Tiên trong vai Tò
- Bé Thái Đôn trong vai Tí
- Bé Thảo trong vai Ú
- Hữu Phước trong vai Phước khùng
- Phi Điểu trong vai Bà già năm con
- Yến Vi trong vai Bạn Hạnh
- Trọng Thành trong vai Ông Bảy
- Huỳnh Thị Thảo Hiền trong vai Y tế 1
- Đinh Thị Ngọc Liên trong vai Y tế 2

Và một số diễn viên khác...

## Nhạc phim
| Danh sách nhạc phim theo thứ tự xuất hiện | Danh sách nhạc phim theo thứ tự xuất hiện | Danh sách nhạc phim theo thứ tự xuất hiện | Danh sách nhạc phim theo thứ tự xuất hiện |
| STT                                       | Nhan đề                                   | Phổ lời                                   | Thời lượng                                |
| ----------------------------------------- | ----------------------------------------- | ----------------------------------------- | ----------------------------------------- |
| 1.                                        | ". Chuyện của cát"                        | Dương Trường Giang                        | 4:06                                      |
| 2.                                        | "Ghen"                                    | Trần Tiến                                 | 2:55                                      |
| 3.                                        | "Mấy Khi"                                 | Nguyễn Thanh Minh                         | 5:08                                      |
| 4.                                        | "Vô Thường"                               | Võ Nghi Bình                              | 4:36                                      |

## Sản xuất
Bối cảnh của phim diễn ra chủ yếu tại tỉnh Bình Thuận với thời gian quay phim chính kéo dài gần nửa năm. Thúy Diễm cho biết để được vào vai diễn cô đã phải gặp đạo diễn và thử vai đến 6 lần mới được thuyết phục nhận vai chính trong bộ phim. Cô cũng cho biết bản thân phải học rất nhiều thứ mà chưa từng làm trước đây như học lái xe tải, phóng dao, cưỡi ngựa.

## Giải thưởng và đề cử
| Năm  | Giải thưởng      | Hạng mục                  | (Người) đề cử | Kết quả   | Tham khảo     |
| ---- | ---------------- | ------------------------- | ------------- | --------- | ------------- |
| 2020 | Giải Cánh diều   | Phim truyện truyền hình   | —             | Bằng khen | [ 11 ]        |
| 2020 | Giải Cánh diều   | Nữ diễn viên phụ xuất sắc | Tuyết Hương   | Đoạt giải | [ 12 ]        |
| 2020 | Giải Cánh diều   | Quay phim xuất sắc        | Trần Kim Vũ   | Đoạt giải | [ 13 ] [ 14 ] |
| 2020 | Ngôi sao của năm | Nữ ngôi sao phim ảnh      | Thúy Diễm     | Đề cử     | [ 15 ]        |
| 2021 | Ấn tượng VTV     | Nữ diễn viên ấn tượng     | Thúy Diễm     | Đề cử     | [ 16 ]        |

## Thay đổi lịch phát sóng
Tập 6 dự kiến phát sóng vào ngày 14 tháng 8 năm 2020 đã phải lùi phát sóng xuống một tuần do trùng với lễ quốc tang Nguyên Tổng bí thư Lê Khả Phiêu.